# Lepyrodon lagurus
Lepyrodon lagurus är en bladmossart som beskrevs av Mitten 1869. Lepyrodon lagurus ingår i släktet Lepyrodon och familjen Lepyrodontaceae. Inga underarter finns listade i Catalogue of Life.